# Arial
Arial, talvolta anche Arial MT, è un font neo-grotesque sans-serif presente in Microsoft Windows, applicativi Microsoft, Apple macOS e in molte stampanti PostScript. Il carattere è stato creato nel 1982 da Robin Nicholas e Patricia Saunders per la Monotype Typography. È generalmente risaputo che l'Arial è stato pensato come sostituto del famoso Linotype Helvetica (ma "costruito" in modo da non essere così simile da causare problemi legali). In ogni caso un confronto tra Helvetica, Arial e Univers rileva che gli ultimi due sono in vari aspetti molto più simili rispetto ai primi due. 	
La maggior parte delle differenze più vistose fra Arial e Helvetica sono comuni ad Arial e a Univers; la coda ad angolo dell'"1", l'assenza di una coda nella "G", la parte superiore ad angolo della "t", e l'assenza della grazia nella lettera "a" (come nel disegno visibile in pagina) sono buoni esempi.
Arial è anche una famiglia di caratteri che comprende lo standard Arial (Arial std) e le sue varianti, inclusi Arial Black, Bold, Extra Bold, Condensed, Italic, Light, Medium, Monospaced, Narrow, e Rounded. L'Arial Alternative Regular e l'Arial Alternative Symbol sono font standard in Windows Me e sono presenti nel CD d'installazione di Windows XP. Arial Alternative Symbol contiene i caratteri 2x3 braille.

## Caratteristiche nel design

Helvetica (in rosso) sovrapposto ad Arial (in blu)

All'interno della versione 3.0 OpenType di Arial è presente la seguente descrizione del carattere:
Sebbene abbastanza simile all'Helvetica sia nelle proporzioni che nel "peso" (vedi le figure), il design dell'Arial è in effetti una variazione della serie Monotype Grotesque ed è stato creato avendo presente il suo uso nei PC. Le sottili variazioni che sono state fatte nella forma dei singoli caratteri e negli spazi tra i caratteri stessi sono state effettuate per permettere una maggiore leggibilità sullo schermo nelle varie risoluzioni.

## Distribuzione
L'Arial è stato distribuito, in formato TrueType, nel 1990 e come PostScript nel 1991. L'edizione TrueType ha fatto parte di Microsoft Windows dall'uscita del Windows 3.11 nel 1992. Sembra che Microsoft abbia scelto Arial al posto di Helvetica in quanto più conveniente economicamente. Nel 1999 Microsoft Office ha incluso l'Arial Unicode una versione di Arial che comprende molti dei caratteri internazionali dello standard Unicode. Questa versione è la serie completa di caratteri Unicode più ampiamente distribuita.
Il PostScript non richiede il supporto per un insieme specifico di caratteri, ma Arial e Helvetica sono comprese fra le circa 40 famiglie di caratteri che i dispositivi PostScript tipicamente supportano.

## Tempesta tipografica?
Arial è incluso in Windows, e ciò lo ha reso uno dei font più distribuiti al mondo. Però, come Helvetica o Univers, e in aggiunta a ciò il fatto che i suoi disegnatori, all'epoca, fossero relativamente sconosciuti come professionisti, ha spesso portato a sottovalutare questo valido carattere. Inoltre, ad alcuni disegnatori il font non piace in quanto derivato dal Monotype Grotesque e perché, proprio per questo, condivide il disegno con Helvetica. L'Arial è erroneamente visto come un qualcosa derivato dall'Helvetica. Comunque la maggior parte delle persone non riesce a notare distintamente la differenza tra Arial, Helvetica e altri font simili.

## Varianti dell'Arial
Molti caratteri sono denominati Arial, qui sotto le variazioni più conosciute:
- Arial: chiamato anche Arial Regular per distinguerlo dall'Arial Narrow, comprende Arial (roman text weight), Arial Italic, Arial Bold, Arial Bold Italic e Arial Unicode MS
- Arial Black: Arial Black, Arial Black Italic. È conosciuto per essere quello di maggior "peso" questo perché originariamente disegnato come bitmap e ogni singolo pixel è stato raddoppiato
- Arial Narrow: Arial Narrow Regular, Arial Narrow Bold, Arial Narrow Italic, Arial Narrow Bold Italic. Questa è la versione più "stretta".
- Arial Rounded: Arial Rounded Bold. Versione "arrotondata" presente in Gulim, font set coreano di Microsoft.
- Arial Alternative: Arial Alternative Regular, Arial Alternative Symbol. Arial Alternative Symbol comprendono i caratteri braille.